# Dane Sweeny
Dane Sweeny (Penrith, 12 de febrero de 2001) es un tenista profesional australiano.

## Trayectoria
En agosto de 2015, Sweeny representó a Australia en las Finales Mundiales de Tenis Juvenil de la ITF en Prostějov, República Checa.
En octubre de 2023, se clasificó por primera vez para un Masters 1000 en Shanghái. Logró su primera victoria en el cuadro principal a este nivel contra Taro Daniel, que también fue su primera victoria entre los 100 primeros.